# Kelburn
Kelburn est une banlieue du centre de la cité de Wellington, capitale de la Nouvelle-Zélande, située dans le sud de l’Île du Nord.

## Situation
Elle est localisée sur les collines à l'ouest du quartier d'affaires de Wellington et est bordée par le jardin botanique (en), les banlieues de Thorndon et Northland au nord, Karori et Highbury au sud-ouest, et Aro valley au sud.

## Limites

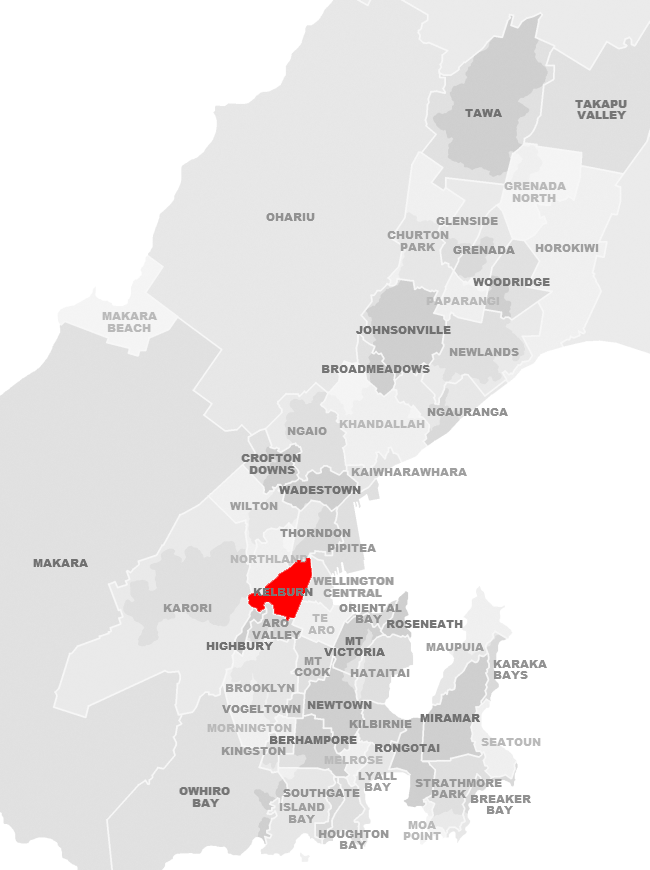
Kelburn en rouge

Les limites de Kelburn forment un triangle approximatif, avec le Terrace Tunnel (en) et la route State Highway 1 définissant la limite est, Bowen Street (à l'ouest de la route SH 1) et Glenmore Street définissant la limite nord-ouest et les collines surplombant la Aro valley formant la limite sud.

## Nom
Elle fut nommée d’après le Vicomte Kelburne, fils de David Boyle, gouverneur de la Nouvelle-Zélande.
Le « e » à la fin de « Kelburne » fut plus tard supprimé pour éviter toute confusion avec la banlieue de Kilbirnie.

## Histoire
La banlieue de Kelburn fut fondée après l’achat de terrains agricoles par la Upland Estate Company à William Moxham en 1896.
En 1898, les investisseurs formèrent une compagnie pour construire et faire fonctionner le funiculaire (en), pour distinguer la banlieue naissante des lotissements résidentiels concurrents.
Kelburn se peupla rapidement après l'ouverture du funiculaire (en) en 1902, de la construction du Hunter Building (en) de l'Université Victoria de Wellington en 1904, puis la construction du Dominion Observatory (en) en 1907, et la construction de l'église St Michael en 1912 et de l'école Normale de Kelburn 1914.

## Caractéristiques
L’iconique Wellington Cable Car est une attraction touristique et un moyen de transport public. Fonctionnant depuis 1902, c’est un funiculaire, qui monte de Lambton Quay (en), passe dans le quartier du centre des affaires en direction de Kelburn. Le musée (en) du Cable Car est situé à proximité de son terminus dans Kelburn.
Le jardin botanique de Wellington (en) comprend 25 hectares de forêts indigènes, de jardins et de présentations. Son entrée est située à côté du terminus du funiculaire, sur Kelburn's Glen Road.
Le campus principal de l’Université Victoria de Wellington est situé dans Kelburn, et abrite le bâtiment Hunter (en) et la salle de concert de l’Adam Concert Room. Le funiculaire (en) a un arrêt au niveau de l’université à côté de Kelburn Park, qui est utilisé comme terrain de sport pour l’université et la communauté.
L'observatoire Carter (en), qui comprend un planétarium et assure des expositions, est localisé dans les limites du jardin botanique, tout près du terminus de Kelburn du funiculaire.
Kelburn Village, sur Upland Road, abrite des cafés, des restaurants, un pub et des magasins locaux.
Plusieurs ambassades et consulats sont basés à Kelburn, notamment l’ambassade de la République d’Indonésie sur Glen Road.
Le « viaduc de Kelburn » fut l’un des premiers ponts de la Nouvelle-Zélande construits en béton armé et qui permit un accès pour les véhicules et les piétons vers Karori et les autres banlieues de l’ouest de la ville.

## Démographie
La population de Kelburn se montait à 3 642 habitants lors du recensement de 2006.
Kelburn a une grande proportion de ménages de hauts revenus, le niveau le plus élevé de la capitale dans son ensemble et les maisons de la banlieue sont parmi les plus chics de la cité , car les résidents propriétaires de maisons de Kelburn sont essentiellement des étudiants et des diplômés cherchant à vivre à proximité de l'Université Victoria.

## Éducation
Kelburn a deux écoles primaires mixtes.
L'école Normale de Kelburn, qui a un taux de décile de 10, fut fondée en 1914 comme une école pour la formation des enseignants du primaire et sur le modèle des écoles françaises normales primaires et elle avait un effectif d'environ 350 élèves, allant de l'année 1 à 8.
L'école modèle de Clifton Terrace avait un effectif d'environ 65 élèves allant de l'année 1 à 8.
Kelburn est dans le secteur de recrutement des Wellington College, Wellington Girls' College et Wellington High School.

## Climat
| Mois                                            | jan. | fév.  | mars | avril | mai   | juin  | jui.  | août  | sep.  | oct.  | nov.  | déc.  | année   |
| ----------------------------------------------- | ---- | ----- | ---- | ----- | ----- | ----- | ----- | ----- | ----- | ----- | ----- | ----- | ------- |
| Température minimale moyenne (°C)               | 13,1 | 13,3  | 12,4 | 10,7  | 8,6   | 6,7   | 5,9   | 6,4   | 7,5   | 8,8   | 10,1  | 12    | 9,6     |
| Température moyenne (°C)                        | 16,6 | 16,8  | 15,7 | 13,7  | 11,3  | 9,3   | 8,5   | 9,1   | 10,5  | 11,9  | 13,4  | 15,3  | 12,7    |
| Température maximale moyenne (°C)               | 20,1 | 20,3  | 19   | 16,6  | 14    | 11,9  | 11,1  | 11,9  | 13,4  | 15    | 16,7  | 18,7  | 15,7    |
| Record de froid (°C)                            | 4,1  | 5,2   | 4,6  | 2,6   | 1     | −0,1  | 0     | −0,1  | 0,2   | 1,2   | 1,7   | 3,4   | −0,1    |
| Record de chaleur (°C)                          | 30,1 | 30,1  | 28,3 | 27,3  | 22    | 18,3  | 17,6  | 19,3  | 21,9  | 25,1  | 26,9  | 29,1  | 30,1    |
| Ensoleillement (h)                              | 239  | 205,3 | 194  | 153,8 | 125,9 | 102,6 | 112   | 136,8 | 162,1 | 191,5 | 210,7 | 223,4 | 2 057,1 |
| dont pluie (mm)                                 | 78   | 76,8  | 85,2 | 100,3 | 120,9 | 132,9 | 136,6 | 126,5 | 100   | 110,2 | 89,2  | 91,9  | 1 248,5 |
| dont nombre de jours avec précipitations ≥ 1 mm | 7,3  | 6,9   | 8,2  | 9,4   | 11,6  | 13,4  | 13,4  | 13,1  | 11,2  | 11,4  | 9,5   | 9     | 124,4   |
| Humidité relative (%)                           | 79,4 | 81,6  | 82,1 | 82,8  | 84,4  | 86    | 85,9  | 84,5  | 80,8  | 80,3  | 78,8  | 79,7  | 82,2    |

## Résidents notables
La zone nord de Kelburn, près du Parlement de Nouvelle-Zélande et située entre le jardin botanique et Kelburn Park a été le siège de la famille Todd, qui est une des plus riches familles de Nouvelle-Zélande.
Les leaders commerciaux Sir Ron Trotter et Lloyd Morrison et ainsi que d'importants hommes de lois comprenant Sir Kenneth Keith et Sir John McGrath vivaient dans la ville de Kelburn. Comme autres résidents éminents on peut aussi citer des hommes politiques et des figures publiques telles que Sir Keith Holyoake et Sir Guy Powles.